# Адеркас Галина
Галина В.  Адеркас (рос. Адеркас-Богуславська; дати життя невідомі) — радянська співачка хору і, можливо, артистка цирку, відома в першу чергу тим, що в молодості позувала для знаменитої картини Бориса Кустодієва «Купчиха за чаєм».

## Біографія
Належала до старовинного прибалтійського баронського роду Адеркас.
Навчалася хірургії в Астраханському державному медичному університеті в 1918 році на першому курсі, що відомо зі спогадів про її сусідів по будинку, сім'ї Кустодієвих.
Згадується, що пізніше захоплення музикою відвело її в іншу сферу. Володарка меццо-сопрано, в радянські роки Г. В. Адеркас-Богуславська співала в складі російського хору в Управлінні музичного радіомовлення Всесоюзного радіокомітету , брала участь в озвучуванні фільмів, але великого успіху не досягла.
Пізніше вона, можливо, стала виступати в цирку. У рукописному відділі Пушкінського Будинку зберігаються рукописні спогади за авторством Г. В. Адеркас (ініціали не розгорнуті), «Цирк - це мій світ ...» (Ф. 501, оп. 4, ед.хр. 11) .
Як склалася її доля в 1930-і роки і пізніше - невідомо .
Зустрічається помилкове написання її прізвища як «А н деркас» і твердження, що вона була співачкою Великого театру.

## Натурниця
Влітку 1918 року в Астрахані Кустодієв приступив до виконання на полотні свого давнього задуму. Художник вирішив зробити центром нової роботи жінку, таку велику, як «Красуня» (Державна Третьяковська галерея), і таку ж монументальну, яка чинно склала руки і стоїть над містом, як «Купчиха» ( Державний Російський музей ) 1915 років.
Примітно, що в реальному житті у Кустодієва був один смак, а в живописуі - інший. Моделями для його купчих часто були представниці інтелігенції, огрядні жінки. Сам Кустодієв не був прихильником такого типажу, та й дружина його, Юлія, не володіла пишними формами, будучи тендітної, непомітної зовнішності. У зв'язку з цим Кустодієв відзначав, що «худі жінки на творчість не надихають»  .
Почавши накидати фон для нової картини, одночасно Кустодієв поділився своїми роздумами про жінку пишної і квітучої натури з дружиною, попросивши її допомогти з пошуком моделі .
Потрібна натурниця знайшлася досить скоро, причому жила вона в тому ж під'їзді, що і Кустодієви , на шостому поверсі  (як згадувала донька художника Ірина, двома поверхами вище)  . Її привела в майстерню дружина художника.
Галина Адеркас, в ту пору студентка-першокурсниця  медичного факультету, чула про свого сусіда, охоче погодилася позувати для картини і навіть пишалася цим  . Хоча Кустодієв вже працював, сидячи в інвалідному візку, картину він написав досить швидко, за кілька днів  .
Крім підсумкової картини маслом зберігся попередній начерк Адеркас, за яким видно, що вона була не так щільно складена, як жінка на фінальному полотні.